# Сахалін-1
Проєкт «Сахалін -I» (рос. Сахалин-1), дочірній проєкт «Сахалін-2» — консорціум з видобутку нафти та газу на острові Сахалін і на шельфі Охотського моря. Експлуатує три родовища в Охотському морі: Чайво, Одопту і Аркутун-Дагі. 

Потенційні запаси ліцензійних блоків, що можливо видобути становлять 307 млн тонн (2,3 млрд барелів ) нафти та 485 млрд м³ природного газу. Життєвий цикл проєкту триватиме до 2040—2050 років.
Нафта сорту № 4 — Sokol, що видобувається в рамках проєкту "Сахалін-1", містить 0,23% сірки, щільність нафти — 37,9 градуса API (ρ15 ° = 835,3 кг/м³).
У 1996 році консорціум завершив укладення угоди про розподіл продукції між консорціумом «Сахалін-I», Російською Федерацією та урядом Сахаліну. Консорціумом керувала та управляла Exxon Neftegas Limited (ENL), підрозділ ExxonMobil,
, до виходу Exxon у березні 2022 року із проєкту після російського вторгнення в Україну у 2022 році. Російський уряд заморозив інвестиції Exxon у серпні 2022 року та наказав передати їх новоствореній російській компанії в жовтні наступного року. 
Починаючи з 2003 року, коли була пробурена перша свердловина «Сахалін-1», на родовищах проєкту за допомогою бурової установки «Ястреб» пробурено шість із 10 рекордсменів у світі. Він встановив численні галузеві рекорди щодо довжини, швидкості проходки та похило-скерованого буріння. 27 серпня 2012 року «Ексон Нафтогаз» побила свій попередній рекорд, завершивши будівництво свердловини Z-44 «Чайво». Загальна довжина цієї свердловини ERD досягла 12 376 м, що робить її найдовшою свердловиною у світі. У листопаді 2017 року рекордна свердловина досягла 15 км.

## Історія
Родовища Чайво, Аркутун-Дагі та Одопту проєкту Сахалін-1 були відкриті приблизно за 20 років до укладення Угоди про розподіл продукції 1996 року. Однак ці родовища ніколи не були належним чином оцінені, тому їх необхідно було провести переоцінку економічного обгрунтування.
Для цього необхідно було визначити такі фактори, як якість колектора, продуктивність і розташування свердловин. Тривимірна сейсморозвідка є найпоширенішим способом визначення більшої частини цього, однак неглибокі газові резервуари заважали сейсмічним сигналам і дещо розмивали зображення.
Було проведено дві серії 3-D сейсморозвідки та ряд оціночних свердловин на родовищах Аркутун-Дагі та Чайво. Результати оціночних свердловин з вуглеводнями були спочатку середніми, але в проекті все ще була значна невизначеність. Однак наприкінці 1998 року переоцінка 3-D сейсмічних даних з використанням найдосконаліших доступних на той час методів сейсмічної візуалізації показала, що глибина вуглеводнів на краю родовища може бути значно глибшою, ніж передбачалося.
У 2000 році свердловина Чайво 6а підтвердила те, що підозрювалося, 150-метровий стовп нафти. Це підтвердило впевненість, що родовище є комерційно вигідним у агресивному середовищі з потенціалом до 1 мільярда барелів (160 × 106  м³) поля.
У 2007 році проект встановив світовий рекорд, коли бурова свердловина Z-11 з великим дебітом (ERD) досягла 11 282 м. Цей рекорд був побитий на початку 2008 року, коли свердловина Z-12 з великим дебітом досягла 11680 м. Обидві великодебітні свердловини знаходяться на родовищі Чайво і мають понад 11 км довжини. Станом на початок 2008 року, родовище Чайво містить 17 із 30 найдовших у світі свердловин із великим дебітом. Однак у травні 2008 року обидва світові рекорди свердловини ERD були перевершені буровою установкою GSF 127 компанії Transocean, яка пробурила свердловину ERD BD-04A на нафтовому родовищі Аль-Шахін у Катарі. Ця свердловина ERD була пробурена до рекордної вимірюваної довжини 12 289 м, включаючи рекордну горизонтальну глибину 10 902 м за 36 днів.
28 січня 2011 року компанія «Ексон Нафтогаз» , оператор проекту «Сахалін-1», пробурила найдовшу на той час у світі свердловину з великим дебітом. Вона перевершила як свердловину Аль-Шахін, так і Кольську надглибоку свердловину, лідера попередніх десятиліть, як найдовшу свердловину в світі. Свердловина Odoptu OP-11 досягла виміряної загальної довжини 12 345 м і горизонтального зсуву 11 475 м.
Exxon Naftegas завершив свердловину за 60 днів.
27 серпня 2012 року Exxon Naftegas побила власний рекорд, завершивши будівництво свердловини Z-44 Чайво. Ця свердловина ERD досягла виміряної загальної довжини 12376 м.
З початку буріння в 2003-2017 роках «Сахалін-1» пробурив 9 з 10 найдовших свердловин у світі.
З 2013 року проект встановив п'ять рекордів з буріння свердловин з найбільшою глибиною в світі. У квітні 2015 року пробурена експлуатаційна свердловина О-14 довжиною 13,5 км, у квітні 2014 року закінчена свердловина Z-40 довжиною 13 км, у квітні та червні 2013 року — свердловини Z-43 і Z-42 довжиною 12,45 км і 12,7 км відповідно. У листопаді 2017 року рекордна свердловина досягла 15 км.

Видобуток на Сахаліні-1 зупинився в травні 2022 року, коли оператор Exxon Neftegas оголосив про форс-мажор на проекті у відповідь на міжнародні санкції, накладені на Росію після російського вторгнення в Україну в лютому. У жовтні 2022 року Володимир Путін доручив владі розформувати Exxon Naftegaz і передати проект і всі його активи та обладнання новому оператору, в якому уряд буде володіти контрольними 80% акцій протягом початкового періоду в один місяць. Пакет акцій Exxon Naftegaz може бути проданий на аукціоні третій стороні, якщо влада виявить будь-які пошкодження розробки. До листопада новий оператор проекту ТОВ «Сахалін-1» належав 30% Exxon Mobil, 20% — India's Oil and Natural Gas (ONGC), 30% — японській Sakhalin Oil and Gas Development (SODECO), дочірня компанія «Роснафти» — «Сахалінморнафтогаз», отримала 11,5%, а АТ «РН-Астра» — 8,5%.
Після передачі операцій на «Сахалін-1» дочірній компанії «Роснафти» було відновлено виробництво з продуктивністю 140 000 барелів на день (22 000 м³/день) - 150 000 барелів на день (24 000 м³/день), що, як очікується, зросте до 220 000 барелів/добу (35 000 м³/день).

## Розвиток
Три родовища будуть розроблятися в такому порядку: Чайво, Одопту і Аркутун-Дагі.
Загальна вартість проекту оцінюється в 10-12  мільярдів доларів США, що робить його найбільшою прямою інвестицією в Росії з іноземних джерел.
Також передбачається, що прямо чи опосередковано буде створено майже 13 000 робочих місць.
Вже витрачено приблизно 2,8 мільярда доларів, що допомогло знизити рівень безробіття та покращити податкову базу регіональної влади.
Прогнозується, що родовища дадуть 2,3 мільярда барелів (370 × 106  м³) нафти і 480 × 109 м³ природного газу.

У 2007 році консорціум досяг мети виробництва 250 000 барелів/день (40 000 м³/день) нафти.

Крім того, видобуток природного газу в пік зимового сезону 2007 року становив 4,0 × 106  м³/день.

Перша бурова установка «Сахалін-І» «Ястреб» є найпотужнішою наземною буровою установкою у світі. Компанія Parker Drilling Company є оператором бурової установки висотою 52 м.
Попри те, що бурова установка є наземною, вона дозволить пробурити понад 20 свердловин із великим дебітом на 10 км горизонтально в Охотське море та на глибину 2600 м. Така наземна організація морського буріння необхідна, оскільки Охотське море замерзає приблизно чотири місяці на рік.
Установка розроблена таким чином, щоб бути стійкою до землетрусів, які часто трапляються в цій місцевості, і працювати при температурах –40 °C, які можуть траплятися взимку.

У рамках проекту Росія будує 220 км трубопровід через Татарську протоку від острова Сахалін до нафтового терміналу Де-Кастрі на материковій частині Росії.
З Де-Кастрі його завантажуватимуть на танкери для транспортування на ринки Східної Азії.

## Консорціум
До 2 березня 2022 року консорціум складався з:
- 30,0% — ExxonMobil (Сполучені Штати)
- 30,0% — Sakhalin Oil & Gas Development Co (Японія)
- 20,0% — {нп|Oil and Natural Gas Corporation}} Videsh Ltd. (Індія)
- 11,5 % — Сахалінморнафтогаз-Шельф (Росія)
- 8,5 % — РН-Астра (Росія)

Обидві російські компанії є афілійованими компаніями «Роснафти».

Реструктуризована з новою проектною компанією ТОВ «Сахалін 1» у жовтні 2023 року «Сахалінморнафтогаз-Шельф» стала новим менеджером проекту.

## Навколишнє середовище
Вчені та екологічні групи висловили занепокоєння тим, що нафтогазовий проект «Сахалін-I» на російському Далекому Сході, яким керує дочірня компанія ExxonMobil, Exxon Naftegas, загрожує популяції західних сірих китів, яка знаходиться під загрозою зникнення.

Залишилося приблизно 130 західних сірих китів, з яких лише 30-35 є репродуктивними самками.
Ці кити харчуються лише влітку та восени на місцях нагулу, які розташовані поруч із наземними та морськими об'єктами проекту «Сахалін-I» та пов'язаною з ними діяльністю вздовж північно-східного узбережжя острова Сахалін.

Особливе занепокоєння викликало рішення побудувати причал і почати судноплавство в затоці Пільтун.

Починаючи з 2006 року Міжнародний союз охорони природи (МСОП) скликав Консультативну групу західних сірих китів (WGWAP), що складається з морських вчених, які надають експертний аналіз і консультації щодо впливу нафтогазових проектів на популяцію західних сірих китів, що перебуває під загрозою зникнення, в тому числі Сахалін-I.

У лютому 2009 року WGWAP повідомила, що кількість західних сірих китів, які спостерігалися в прибережній (первинній) зоні нагулу, значно зменшилася влітку 2008 року, що збігається з промисловою діяльністю, яку проводить ENL (та інші компанії). поблизу.
WGWAP запропонувала мораторій на всю промислову діяльність у цьому районі, доки її наслідки не будуть вивчені або не будуть розроблені плани щодо пом'якшення будь-яких негативних наслідків промислової діяльності.

Співпраця «Сахалін Енерджі-ЕНЛ» із науковою групою, яка займається дослідженням сірих китів, ускладнювалася угодами про конфіденційність і відсутністю в ENL мотивації співпрацювати в цьому процесі.

ExxonMobil зазначилала, що з 1997 року компанія інвестувала понад 40 мільйонів доларів у програму моніторингу західних китів.

У червні 2018 року Сахалінська екологічна вахта повідомила про величезну загибель риби тихоокеанського оселедця на річці Кадиланій поблизу гирла.
Винуватцем вважають низькі концентрації кисню, пов'язані з нафтовидобувною роботою.

## Вихід ExxonMobil
1 березня 2022 року компанія ExxonMobil, головний оператор проекту «Сахалін-1», оголосила про повний вихід з проекту.
У прес-релізі компанії причинами припинення діяльності назвали війну в Україні та бажання дотримуватися міжнародних санкцій, а також бажання захистити активи інвесторів.
У цьому ж документі ExxonMobil оголосила про свій намір припинити будь-яку діяльність компанії в країні.